# 생제르맹앙레 조약
생제르맹앙레 조약(프랑스어: Traité de Saint-Germain-en-Laye)은 1919년 9월 10일 승전 연합국과 독일계 오스트리아 공화국 사이에 체결된 조약이다. 헝가리와의 트리아농 조약 및 바이마르 공화국과의 베르사유 조약처럼, 이 조약은 국제연맹 규약을 포함하고 있었고 그 때문에 미국은 비준하지 않았다. 이후 1921년 미국-오스트리아 평화 조약이 뒤따라 체결되었다.
조약 조인식은 생제르맹앙레성에서 열렸다.

## 배경
1918년 10월 21일, 오스트리아 황실 의회의 독일어권 대표 208명이 니더외스터라이히주 의회에서 "독일계 오스트리아 임시 국민 회의"를 소집했다. 비토리오 베네토 전투에서 오스트리아-헝가리 육군의 붕괴가 극에 달하자 사회민주주의자 카를 레너는 10월 30일 독일계 오스트리아 국가 총리로 선출되었다. 10월 31일 과꽃 혁명의 과정에서 총리 카로이 미하이가 이끄는 새로 설립된 헝가리 인민 공화국은 오스트리아와의 동군연합이 종료되었음을 선언했다.
1918년 11월 3일 빌라 지우스티 휴전 협정으로 오스트리아-헝가리 군주국의 운명은 결정되었다. 1918년 11월 11일 카를 1세 황제는 공식적으로 "행정 참여를 모두 포기한다"고 선언했고, 다음 날 임시 의회는 독일계 오스트리아를 민주 공화국이자 바이마르 공화국의 일부라고 선언했다. 그러나 이전 제국의 시스라이타니아("오스트리아") 절반 지역에는 새로 설립된 체코슬로바키아, 폴란드, 세르브인 크로아트인 슬로벤인 왕국 (나중에 유고슬라비아로 명명)의 독립이 선포되었다. 또한 볼차노도와 트렌토도는 이탈리아군에게 점령되었고, 유고슬라비아군은 이전 케른텐 공국에 진입하여 격렬한 전투를 벌였다.
1919년 2월 16일에 오스트리아 제헌의회 선거가 치러졌다. 의회는 카를 레너를 국가 총리로 재선출하고 합스부르크로트링겐가의 추방에 관한 합스부르크 법을 제정했다. 1919년 5월 총리 레너가 생제르맹에 도착했을 때, 그와 오스트리아 대표단은 프랑스 총리 조르주 클레망소가 주도하는 협상에서 배제되었다는 것을 알았다. 연합국의 최후통첩에 따라 레너는 9월 10일 조약에 서명했다. 1920년 6월 헝가리와 연합국 간의 트리아농 조약은 이전 이중 군주국의 처리를 완료했다.

## 조항

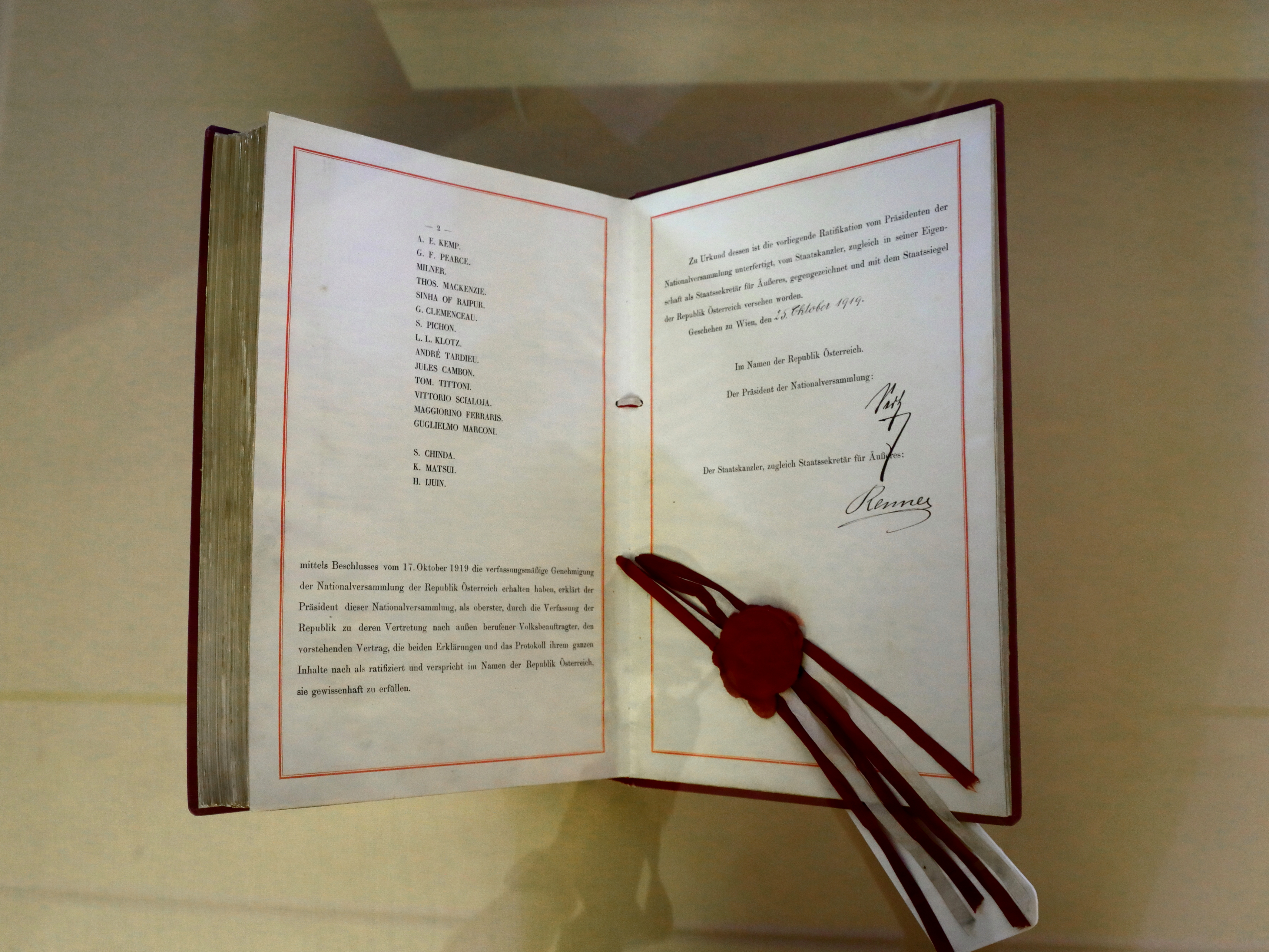
생제르맹 조약의 비준서

생제르맹앙레 조약은 오스트리아-헝가리 제국이 해체되어야 한다고 선언했다. 제177조에 따르면 오스트리아는 다른 동맹국과 함께 전쟁을 시작한 책임을 졌다. 이전 시스라이타니아에 속했던 대부분의 독일어권 다뉴브강 및 알프스 지역으로 구성된 새로운 오스트리아 공화국은 헝가리, 체코슬로바키아, 폴란드, 세르브인 크로아트인 슬로벤인 왕국의 독립을 인정했다. 이 조약은 연합국에 대한 막대한 금액의 '전쟁 배상금' (그러나 정확한 금액은 오스트리아에서 정의되거나 징수된 적이 없음)과 오스트리아-헝가리 은행의 청산 조항을 포함했다.

### 영토

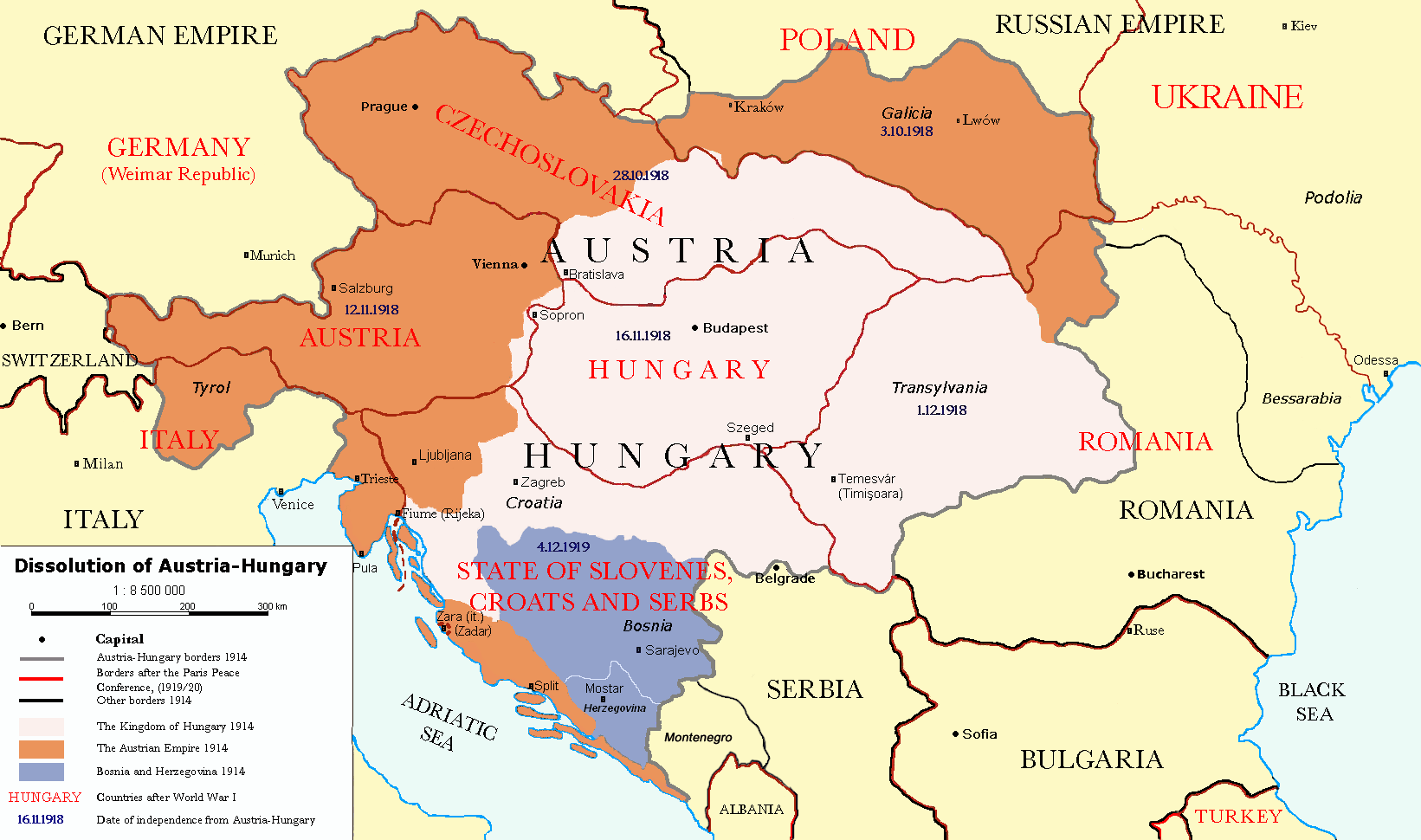
오스트리아-헝가리의 해체

시스라이타니아 오스트리아는 전전 오스트리아 제국 영토의 60% 이상에 달하는 상당한 영토 손실을 겪었다.
- 보헤미아 왕관령, 즉 보헤미아 및 모라바 (현 체코) 왕관령 (펠츠베르크 및 그뮌트 주변의 작은 인접 니더외스터라이히주 영토 포함)은 새로 창설된 체코슬로바키아 국가로 넘어갔다. 1919년 1월 폴란드-체코슬로바키아 전쟁의 대상이었던 오스트리아령 실레시아 지방은 체코령 실레시아와 폴란드령 테신 실레시아로 나뉘어 실레시아주에 통합되었다. 이 할양은 주데텐 독일인 인구가 많은 독일 보헤미아와 주데텐란트에 영향을 미쳤다.
- 1772년 제1차 폴란드 분할로 합스부르크 군주국이 합병했던 영토로 이루어진 옛 갈리치아 로도메리아 왕국은 재건된 폴란드 공화국으로 돌아갔다.
- 동쪽의 인접한 부코비나는 루마니아 왕국으로 넘어갔다.
- 브레너 고개까지의 옛 티롤 백국 남부 절반, 즉 주로 남바이에른어를 사용하는 볼차노도와 현 트렌토도, 그리고 타르비시오 주변의 케른텐 카날 계곡은 이탈리아로 넘어갔으며, 1920년 라팔로 조약으로 인정된 오스트리아 연안 지대 (고리치아 그라디스카, 트리에스테 자유시, 이스트라반도)도 포함되었다.[2]
- 이전 달마티아 왕국의 대부분, 카르니올라 공국과 저지 스티리아(케른텐의 메자 계곡과 예제르스코 지방 포함)는 1915년 런던 조약에 명시된 바와 달리 세르브인 크로아트인 슬로벤인 왕국에 할양되었다. 또한 보스니아 헤르체고비나도 이곳으로 넘어갔다. 케른텐 슬로벤인 인구가 있는 남케른텐 영토의 향방은 케른텐 주민투표에서 결정될 예정이었다.
- 오스트리아-헝가리의 유일한 해외 영토인 톈진시 내 조계지는 중화민국에 반환되었다.
- 헝가리 모손 주, 쇼프론 주, 바시 주의 서부 지역(주로 독일어 및 크로아티아어 사용)은 오스트리아에 할양되었다. 서헝가리 봉기가 일어나 주민투표가 실시되어 쇼프론과 그 주변 8개 마을이 헝가리로 다시 넘어갔다. 이후 1923년까지 다른 마을도 오스트리아와 헝가리 사이에 반환되거나 교환되었다. 결국, 헝가리로부터 최종적으로 얻은 영토는 오스트리아의 부르겐란트주로 조직되었다.

연합국은 전쟁 후반에 오스트리아-헝가리의 소수 민족 문제에 명시적으로 전념했다. 실제로 미국의 국무장관 로버트 랜싱은 오스트리아-헝가리가 전쟁에서 살아남을 수 있는 약간의 기회를 사실상 끝냈다. 그는 연합국이 체코인, 슬로바키아인, 남슬라브족을 지지하고 있었기 때문에 14개조 평화 원칙의 10번째 조항인 민족 자결권만으로는 더 이상 충분하지 않다고 빈에 통보했다. 이를 반영하여 연합국은 소수 민족이 새로운 국가(체코슬로바키아, 유고슬라비아)를 만들거나, 옛 국가 (폴란드)를 재건하거나, 기존 민족 국가(루마니아, 이탈리아)에 동족과 합류하는 것을 허용했을 뿐만 아니라, 후계 국가들이 상당한 독일인 거주 지역을 흡수하도록 허용했다. 그러나 민족 자결권의 약속은 뒤섞인 민족을 분리할 편리한 경계선을 그릴 수 없다는 현실에 부딪혔다. 더 나아가, 민족통일주의자들은 일부 독일인 또는 헝가리인 거주 지역이 실제로는 자신들의 영토였다고 주장했다. 이는 분쟁 지역에서 현지 주민들의 의사를 확인하기 위한 주민투표가 거의 허용되지 않았다는 사실에 잘 나타나 있다.

### 정치 및 군사
조약 제88조는 오스트리아가 직간접적으로 독립을 침해하는 행위를 삼가도록 요구했으며, 이는 오스트리아가 국제연맹 이사회의 동의 없이 바이마르 공화국과 정치적 또는 경제적 연합을 맺을 수 없다는 것을 의미했다. 따라서 신공화국의 처음 자체 선택한 이름인 독일계 오스트리아 (독일어: Deutschösterreich)는 오스트리아로 변경되어야 했다. 많은 오스트리아인들은 (특히 단일 독일 민족 국가를 지지하는 압도적 다수의 오스트리아 독일인들 사이에서) 오스트리아의 이후 경제적 약화, 즉 영토 손실로 인한 약화 때문에 이 용어를 가혹하게 여겼다. 이 때문에 나중에 나치 독일과의 안슐루스 (정치적 연합)에 대한 지지가 대중적이었다.
징병제는 폐지되었고 오스트리아 연방군은 3만 명의 자원병으로 제한되었다. 다뉴브강 항해, 철도 이전, 그리고 대제국이 여러 작은 독립 국가로 분할되는 데 관련된 기타 세부 사항을 다루는 많은 조항들이 있었다.
새로운 오스트리아가 옛 제국에 비해 인구, 영토, 자원이 크게 감소하면서 옛 국가의 경제에 큰 혼란을 초래했으며, 특히 제국을 지원할 제국이 없어진 제국의 수도인 빈에서 두드러졌다. 한동안 국가의 존재 자체가 의문시되었다.

## 같이 보기
- 제1차 세계 대전의 여파
- 소수 민족 조약
- 파리 강화 회의
- 트리아농 조약
- 1921년 미국-오스트리아 평화 조약

## 참고 문헌
- Nina Almond and Ralph Haswell Lutz (eds.). 1935. The Treaty of St. Germain: a Documentary History of its Territorial and Political Clauses with a Survey of the Documents of the Supreme Council of the Paris Peace Conference. [Hoover War Library Publications, No. 5.] (Stanford University Press.